# Chiesa dei Santi Maria e Isidoro (San Marcello Piteglio)
La chiesa dei Santi Maria e Isidoro si trova a Pontepetri, piccola frazione appartenente al comune di San Marcello Piteglio.

## Storia e descrizione
La chiesa fu eretta nel 1672 e inizialmente intitolata a sant'Anna. Fu costruita a partire da una piccola cappella costruita attorno al tabernacolo affrescato con la miracolosa Madonna col Bambino, del XVI secolo. La chiesa venne consacrata il 25 luglio 1673, giorno di san Giacomo.
Nel 1788, il precedente oratorio del 1688 fu sostituito dalla chiesa attuale, giunta fino a noi dopo molti rimaneggiamenti. Si tratta di una caratteristica costruzione di montagna con tetto a falde spioventi e un piccolo portico antistante che immette all'interno in una singola navata con un bell'altare di impianto tardo settecentesco. Il campanile è originale sotto al primo cornicione; la parte superiore fu rialzata in tempi successivi.